# SpyOne
SpyOne é um backdoor criado por um cracker italiano chamado Gioele. Esse backdoor é um Rat (Remote Administrator Tool, ou ferramenta do administrador remoto, em português). Como seu nome em inglês já diz, é um trojan espião. Algumas de suas funções são: espionar através de webcam, espionar microfone, dar acesso aos arquivos da vítima, função de keylogger e fazer download de arquivos da vítima, entre outros. Foi criado em Borland Delphi.
Suas versões são:
SpyOne 1.0 beta: versão do SpyOne com um bonito design, porém cheia de bugs. Foi uma ideia bem criativa, no qual o usuário clicava em uma de suas opções e se ouvia uma voz falando seu nome em inglês
SpyOne 1.0: correção de bugs que havia na versão beta, porém houve uma mudança drástica em seu design, com a voz retirada, mas continuou com suas mesmas funções
SpyOne 1.0.1: versão com um design mais inovador e que veio com uma configuração mais simples (foi a primeira versão com função adicional de keylogger)
SpyOne 1.0.2: correção de bugs da versão 1.0.1
Os antivírus detectam o SpyOne, pois o mesmo possui códigos maliciosos em sua programação, porém seu servidor pode ser comprimido para tornar-se indetectável. Um exemplo bem conhecido é descomprimir o arquivo infectado utilizando o UPX e então protegê-lo com o Themida. No entanto, vários programas antivírus já reconhecem essa técnica e detectam o servidor mesmo assim.